# (7742) Altamira
(7742) Altamira est un astéroïde de la ceinture principale.

## Description
(7742) Altamira est un astéroïde de la ceinture principale. Il fut découvert le 20 octobre 1985 à l'observatoire Kleť par Antonín Mrkos. Il présente une orbite caractérisée par un demi-grand axe de 2,72 UA, une excentricité de 0,08 et une inclinaison de 4,1° par rapport à l'écliptique.

## Compléments